# عبال بني مالك
قرية تتبع القريع بني مالك الذي يتبع لمحافظة ميسان في منطقة مكة المكرمة، تقع على سلسلة جبال السروات في جنوب الطائف بمسافة تقارب (145) كم، وبها متنزه جميل يجذب السياح اليه في السويداء وتقع أعلى قرية عبال بجبل عروان، وهي أحد أكبر قُرى قبيلة بني مالك من بجيلة.

## الموقع
تقع على سلسلة جبال السروات في جنوب الطائف بمسافة تقارب 145 كم، يحدها من الغرب ترعه، ومن الشرق حداد بني مالك،ومن الجنوب تهام خيان ومن الشمال صيادة بني مالك.

## أماكن قريبه
1. مسجد الشيخ/ سلمان بن عوض الغفيري المالكي.
2. منتزه الشولان بني مالك.
3. جامع صيادة.
4. حديقة السدين بني مالك.